# Eduardo Blanquel Franco
Eduardo Blanquel Franco (Ciudad de México, 13 de octubre de 1931-Houston, 24 de mayo de 1987) fue un historiador, docente y periodista mexicano especializado en historia contemporánea de México.

## Formación
Cursó el bachillerato en humanidades en la Escuela Nacional Preparatoria 1 de la UNAM entre 1950 y 1951. En 1952, ingresó a la Facultad de Filosofía y Letras de la UNAM, donde estudió Historia hasta 1955; al mismo tiempo, se matriculó en la Facultad de Derecho como condición impuesta por su padre para poder estudiar historia, sin embargo nunca se tituló como abogado.Obtuvo el grado de maestro en Historia con especialidad en Historia de México, en 1963 con la tesis El pensamiento político de Ricardo Flores Magón, precursor de la Revolución mexicana. Cursó, sin titularse, un doctorado en la Universidad Complutense de Madrid.
Durante su etapa como estudiante, también fue Consejero técnico y Consejero universitario.

## Docencia
Al egresar de la licenciatura, impartió clases en la Escuela Secundaria Jaime Torres Bodet, sin graduarse todavía. En 1956 ingresó como profesor a la ENP, primero en las instalaciones del Antiguo Colegio de San Ildefonso, y después en la Escuela Nacional Preparatoria 5, cuando ésta se instaló en la colonia Ex-Hacienda Coapa, en Tlalpan, Ciudad de México. También impartió clases en el Colegio Franco-Español y el Colegio Vallarta.
En 1968 se incorporó a la Facultad de Filosofía y Letras de la UNAM como secretario de Asuntos del Profesorado. Fue en 1973 cuando cambió su adscripción desde la ENP y se dedicó a impartir las clases de Geografía Histórica General, Geografía Histórica de América, Historiografía General, Comentario de Textos, y el Seminario de Revolución Mexicana en el Colegio de Historia de dicha Facultad.
Además de la UNAM, Eduardo Blanquel impartió cursos en la Universidad Iberoamericana, gracias a la invitación de Josefina Zoraida Vázquez, y en la Escuela Nacional de Antropología e Historia, en México; así como en la Universidad de los Andes, en Venezuela y la Universidad de Texas, en Austin.

## Publicaciones
- Como miembro del Seminario de Historia Contemporánea de México, en El Colegio de México y bajo la dirección de Daniel Cosío Villegas, publicó Historia de la Revolución mexicana, Eduardo Blanquel, et al., México, El Colegio de México, 1977.[2]
- El pensamiento político de Ricardo Flores Magón, precursor de la Revolución mexicana, México, 1963, xIv, 161 l .
- El pensamiento político de Ricardo Flores Magón: precursor de la Revolución mexicana, México, [s. e.], 1963.
- Mi libro de historia y civismo. Mi cuaderno de trabajo de historia y civismo, Eduardo Blanquel y Jorge Alberto Manrique, México, Comisión Nacional de los Libros de Texto Gratuitos, 1966.
- Nuestras historias, México y el Grupo Nacional-Provincial, México, Grupo NacionalProvincial, 1979, 216 p., [64] p. de láms.
- Ricardo Flores Magón, México, Consejo Nacional de Recursos para la Atención de la Juventud, Terra Nova, [c. 1985], 174 p., il.

- En la década de los ochenta, publicó en la revista Nexos. También fue analista en el periódico La Jornada, así como editor y escritor del semanario Tiempo de México.[1]
- Publicó varias investigaciones de difusión, entre las que se encuentran Mi libro de sexto año. Historia y civismo; Tiempo de México; y Así fue la Revolución Mexicana.[8]

## Reconocimientos
- En 1986 recibió la medalla UNAM en reconocimiento a 30 años de labor docente.
- El CCH Naucalpan impulsó la Cátedra Eduardo Blanquel Franco en el Área Histórico-Social, que otorga el H. Consejo Técnico de la Escuela Nacional Colegio de Ciencias y Humanidades, en honor a sus aportaciones intelectuales, académicas y magisteriales.[9]